# 4 germinal
4 ventôse 4 floréal
Le quartidi 4 germinal, officiellement dénommé jour de la tulipe, est le 184e jour de l'année du calendrier républicain.
C'était généralement le 24e jour du mois de mars dans le calendrier grégorien.